# 赫爾斯特 (加利福尼亞州)
赫爾斯特（英語：Hearst）是位於美國加利福尼亞州門多西諾縣的一個非建制地區。該地的面積和人口皆未知。

## 地理
赫爾斯特的座標為39°29′30″N 123°12′53″W / 39.49167°N 123.21472°W，而該地的平均海拔高度為420米（即1378英尺）。